# Petrovka (přírodní rezervace)
Petrovka je přírodní rezervace na severním okraji Plzně v hlubokém údolí západně od silnice Plzeň – Ledce v poloze Na Petrovských. Rozkládá se na hranici katastrů Bolevec a Chotíkov, která je zároveň hranicí mezi okresy Plzeň-město a Plzeň-sever. Název Petrovka se v menší míře používá také pro označení horního toku Boleveckého potoka, který touto rezervací protéká. Jeho střední průtok je 9 l/s a minimální jen 1 l/s. Přírodní rezervace Petrovka je součástí Sigmondovy naučné stezky.
Území je chráněné od roku 1988, ale až v roce 1992 získalo statut přírodní rezervace. Předmětem ochrany je údolí Boleveckého potoka s širokou, silně podmáčenou nivou a také přilehlé příkré svahy, zejména ty levobřežní. Významný je především mokřadní ekosystém v nivě potoka a také borový porost na svazích. Vyskytují se zde četné vzácné i ohrožené druhy rostlin i zvířat, stejně jako zajímavé geomorfologické útvary.

## Geologie, geomorfologie
Podloží tvoří prvohorní pískovce a slepence ze svrchního karbonu, které vystupují na povrch v četných skalních výchozech na příkrých svazích. Na většině území jsou tyto usazeniny překryty čtvrtohorními sedimenty (sutě, rašeliny, říční sedimenty). Půda je podzolová až kaolinická. Terén je v rezervaci značně členitý, zejména díky erozním a denudačním procesům. Také je zde možné pozorovat některé pseudokrasové jevy.
Osou rezervace je již zmíněný Bolevecký potok, přehrazený zhruba ve středu chráněného území rybníkem Strženka. Údolí potoka vyplňuje široká, silně podmáčená niva. Voda v přítocích se místy silně barví do rezavohnědé, neboť podzemní voda je zde bohatá na rozpuštěné sloučeniny železa. V potoce se voda okysličuje a železo je rychle oxidováno na rezavé nerozpustné sloučeniny.
Mezi zajímavosti patří například zdejší Okrouhlík, který vznikl erozní činností dvou malých potůčků. Nevysoký kopeček původně ze severu a z jihu obtékaly ve směru tektonických zlomů dva malé potůčky. Postupně se díky erozi jejich koryta zahlubovala a vzájemně přibližovala. Jižní potok s rychlejším spádem a tudíž i výraznější erozní činnosti se nakonec přiblížil k severnímu toku natolik, že se spojily. Voda se začala přelévat do jižního koryta a severní koryto nakonec zcela vyschlo. Také dřívější vodomilná vegetace zmizela a dnes už po vodoteči není ani stopy. Jižní potok tím ovšem získal větší množství vody a současně i větší erozní energii a začal se intenzívněji zařezávat natolik, že výškový rozdíl mezi severním a jižním úpatím okrouhlíku činí 10 m. Okrouhlík je nejvyšším bodem rezervace, dosahuje nadmořské výšky 386 metrů a o 75 metrů tak převyšuje plzeňské náměstí Republiky. A proto když tu byl v osmdesátých létech 20. století vykácen starý les, otevřel se z Okrouhlíku široký výhled od Krkavce k hřebeni Radče, na Chlum, Čilinu, Radyni i na domy sídliště Košutka a na vrch Sytná. Tehdy se uvažovalo o stavbě rozhledny, k tomu však nakonec nedošlo a vrch byl opět zalesněn. Přitom byla mezi domácí borovici lesní místy vysazena i kleč a jalovec.
Další zajímavostí jsou jeskyně Petrovská díra a Malá Petrovská díra, vytvořené erozní činností Boleveckého potoka v levém svahu strže, zvané Petrovská jáma. Postupně se zahlubující vodoteč odhalila v méně odolných usazeninách polohy pevnějších pískovců a vymlela v nich různé výklenky, průduchy i jeskyně.
Na jihovýchodní hranici rezervace, při silnici na Záluží vyvěrá dříve vydatný, nyní spíš slabý pramen, od roku 2013 nově upravený a zvaný Studánka Petrovka.

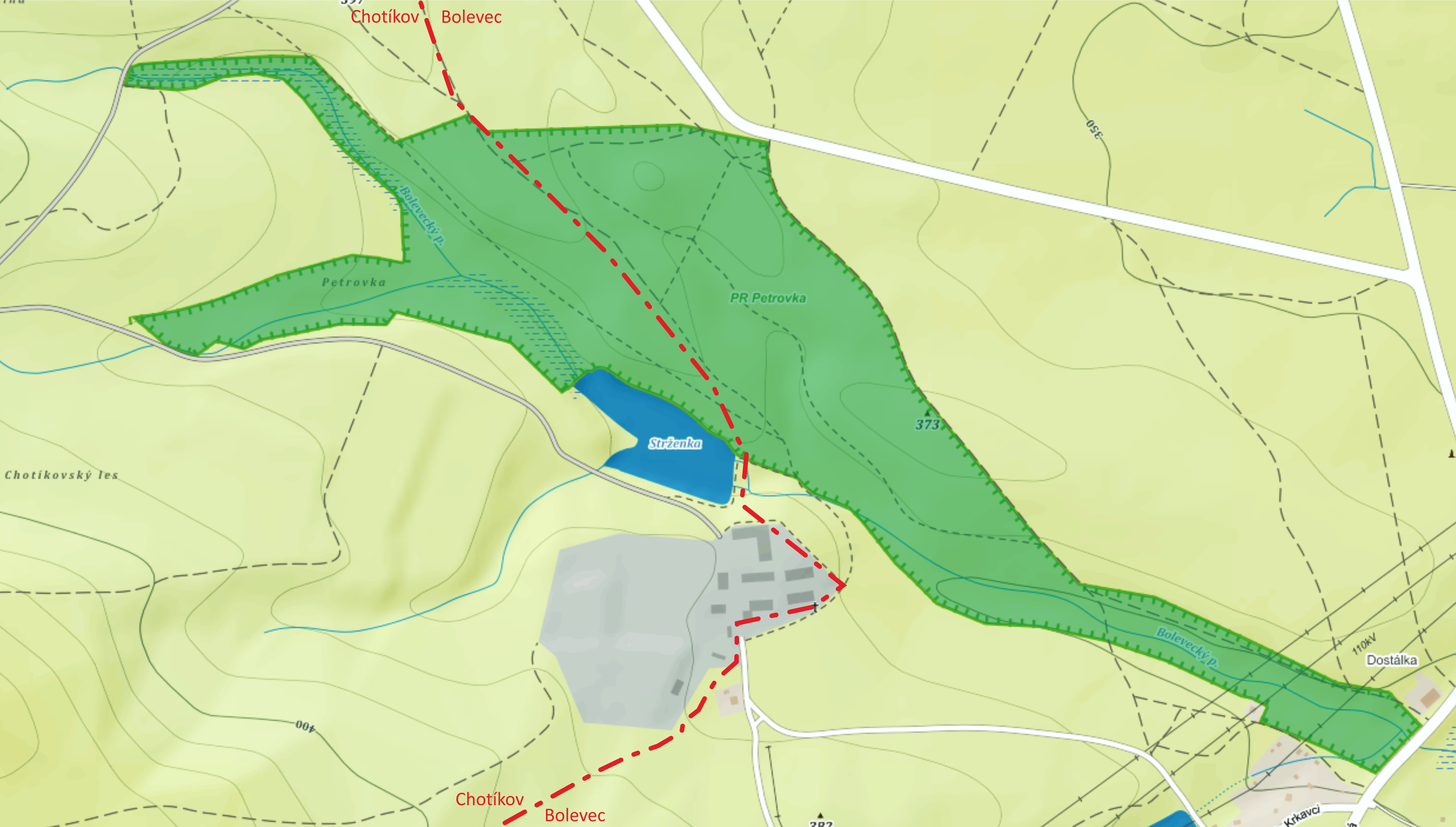
Mapa přírodní rezervace

## Flóra
Z botanického hlediska je Petrovka velmi zajímavým územím s výborně zachovanými přirozenými společenstvy. Nivu původně zarůstaly především olšiny, avšak později začali bolevečtí tento prostor intenzivně využívat jako louky, zvané Petrovské. Koryto potoka bylo uměle přeloženo ze středu nivy na její levý břeh, aby se obhospodařování luk usnadnilo. Mimoto byl vybudován systém příkopů, které jednotlivé louky rozdělovaly a zejména odvodňovaly. Po roce 1945, kdy zemědělství přecházelo na systém velkoplošného hospodaření, ztratily tyto pozemky na významu. Byly malé, odlehlé a navíc bylo nutné stále udržovat odvodňovací kanály. V šedesátých letech 20. století přestaly být sečeny a začaly zarůstat náletovými rostlinami. Postupně se zde znovu začala objevovat původní mokřadní a lužní společenstva.
V současnosti jsou v Petrovce z dřevin zastoupeny zejména vlhkomilné olše (Alnus), vrby (Salix), střemchy (Prunus padus) a také jalovec obecný (Juniperus communis). Mezi nimi se nalézají ostrůvky rákosu obecného (Phragmites australis), ostřice štíhlé (Carex acuta), ostřice měchýřkaté (Carex vesicaria) a ostřice zobánkaté (Carex rostrata). Bylinné patro doplňují četné chráněné druhy jako například prstnatec májový (Dactylorhiza majalis), pětiprstka žežulník (Gymnadenia conopsea), vstavač mužský (Orchis mascula), kosatec sibiřský (Iris sibirica) či kapraď hřebenitá (Dryopteris cristata), dále bledule jarní (Leucojum vernum), ocún jesenní (Colchicum autumnale), kosatec žlutý ('Iris pseudacorus'), hruštička menší (Filipendula ulmaria), kruštík širolistý pravý (Epipactis helleborine subsp. helleborine), pablen kraňský (Scopolia carniolica), žluťucha lesklá (Thalictrum lucidum), árón plamatý (Arum maculatum), hvozdík lesní (Dianthus sylvaticus), bělozářka liliovitá (Anthericum liliago), karbinec evropský (Lycopus europaeus), tužebník jilmový (Filipendula ulmaria), pcháč bahenní (Cirsium palustre), krvavec toten (Sanguisorba officinalis), vrbina obecná (Lysimachia vulgaris), netýkavka nedůtklivá (Impatiens noli-tangere), vraní oko čtyřlisté (Paris quadrifolia), smldník bahenní (Peucedanum palustre), orlíček obecný (Aquilegia vulgaris), kakost hnědočervený (Geranium phaeum), blatouch bahenní (Caltha palustris), kyprej vrbice (Lythrum salicaria), přeslička bahenní (Equisetum palustre), skřípina lesní (Scirpus sylvaticus) a devětsil bílý (Petasites albus). Nově zde byla nalezena dokonce spíše horská kapradina žebrovice různolistá (Blechnum spicant). Vstavačové louky se v současné době znovu pravidelně ručně sekají a vyřezávají se olšiny, aby se posílila populace ohrožených vstavačovitých rostlin.
V Petrovce se nachází také rašeliniště, která jsou považována za dosud nejstarší známá a zároveň nejmocnější na Plzeňsku. Vznikla zhruba před osmi tisíci lety a vrstva rašeliny v nich dosahuje síly až 5 metrů.
Velký význam mají i borové porosty na jižních svazích. Je v nich zachována populace tzv. bolevecké borovice, místní odrůdy borovice lesní (Pinus sylvestris), přizpůsobené zdejším obtížným podmínkám, mimo jiné svažitému terénu. Jsou nižší a slabší než šumavské a třeboňské borovice, ale mají velmi husté, nelámavé dřevo, pevné v tlaku i rázu. Patří proto k nejcennějším odrůdám borovic v Čechách.

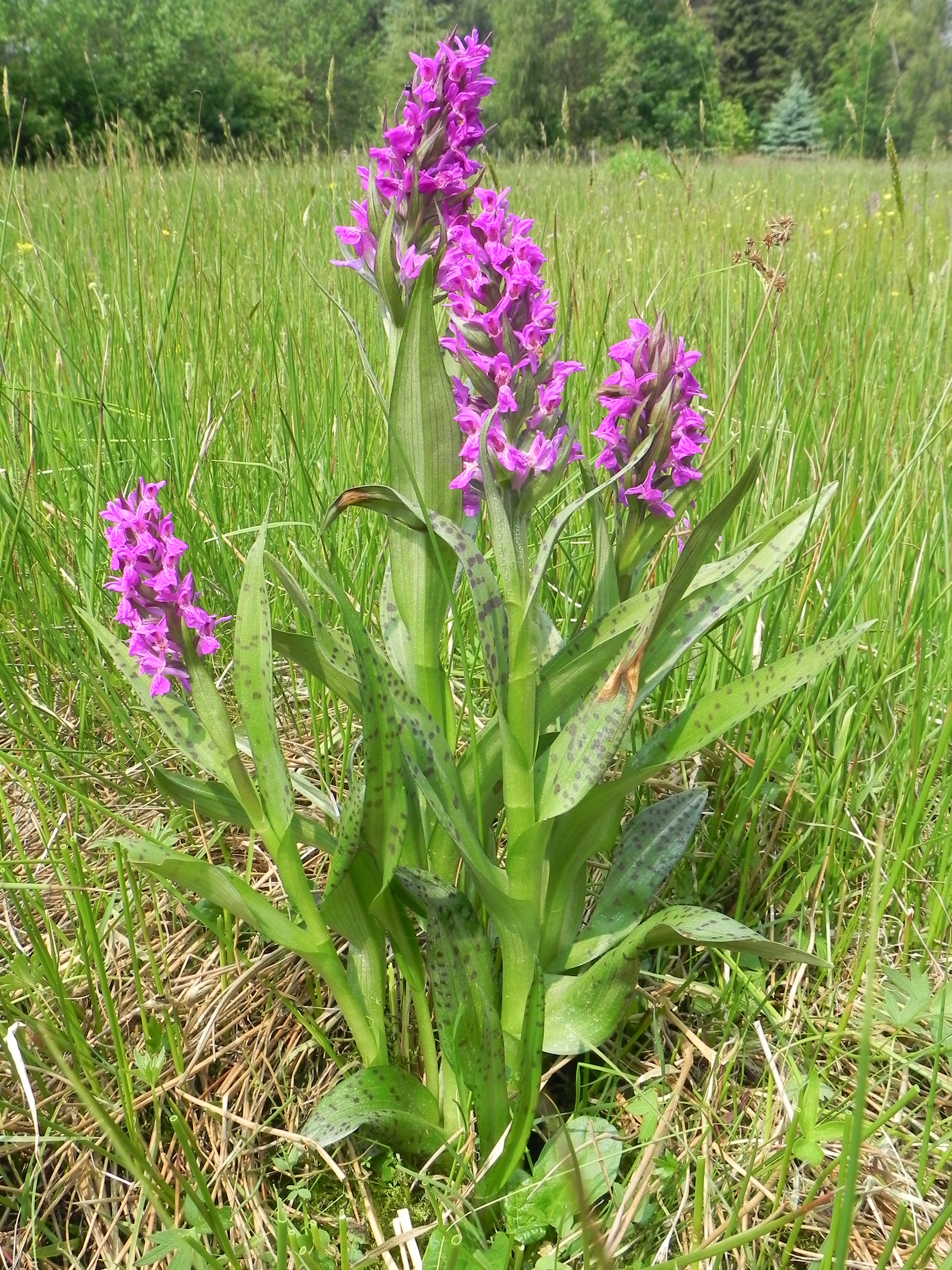
Prstnatec májový
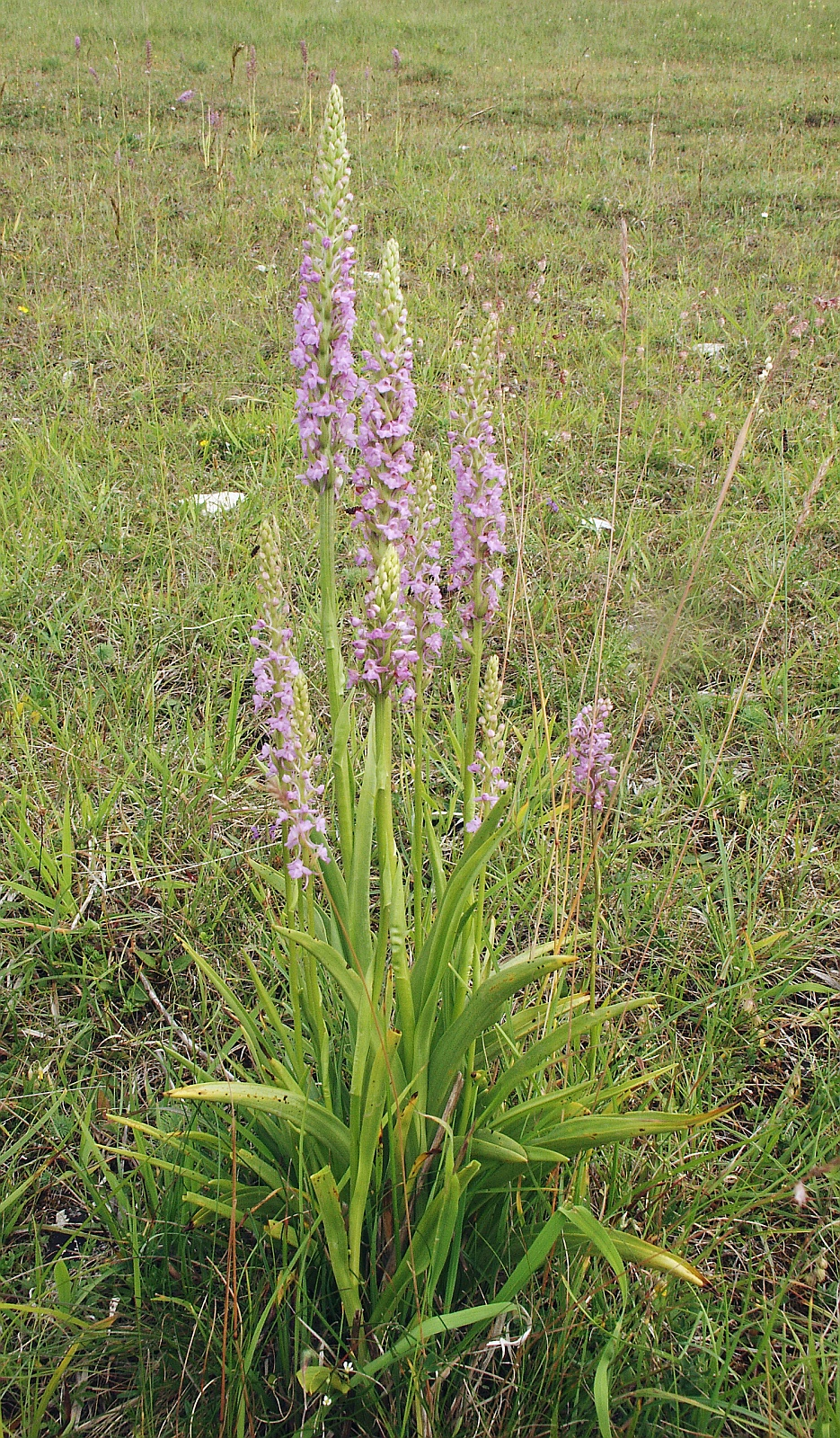
Pětiprstka žežulník
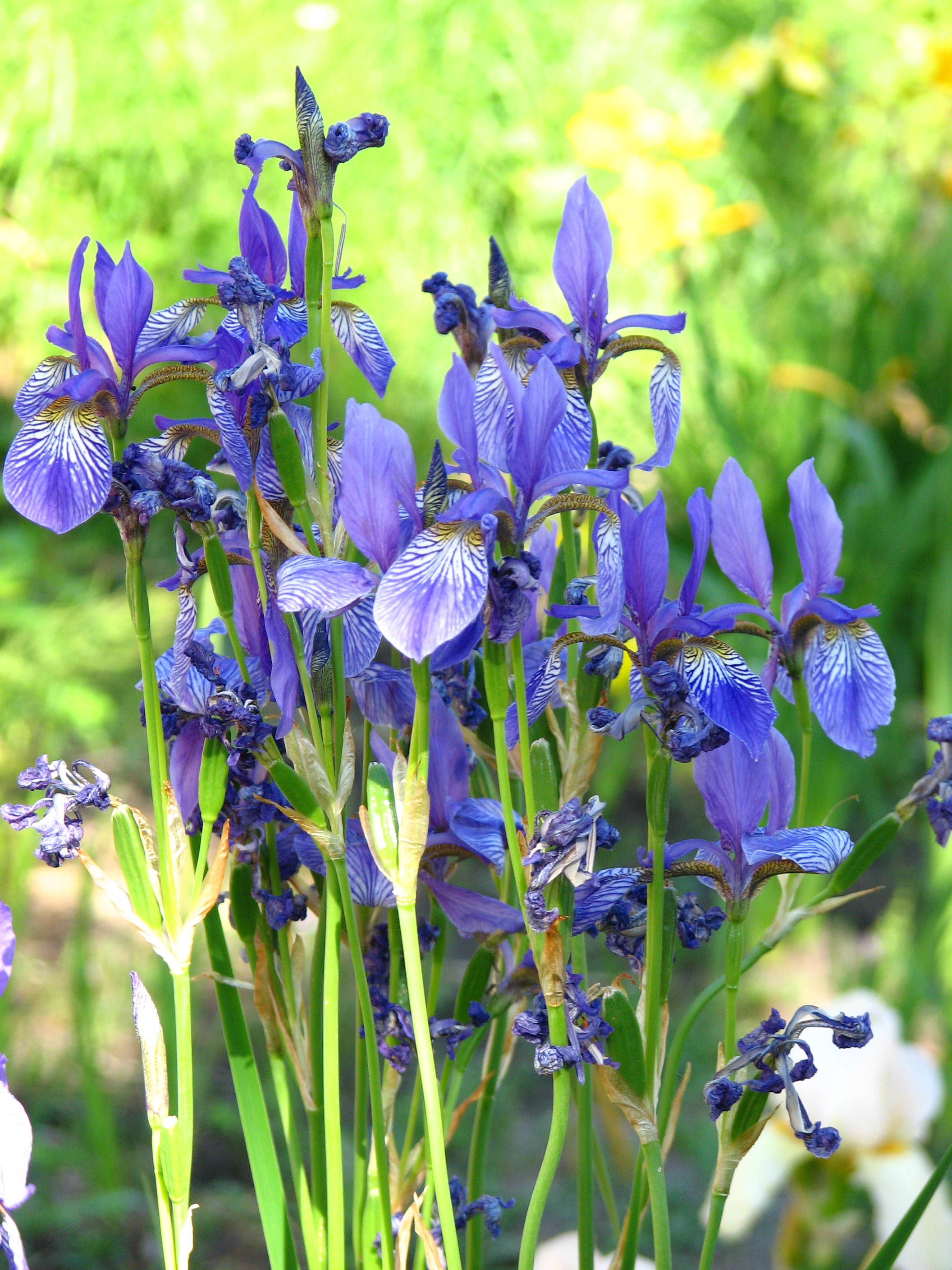
Kosatec sibiřský
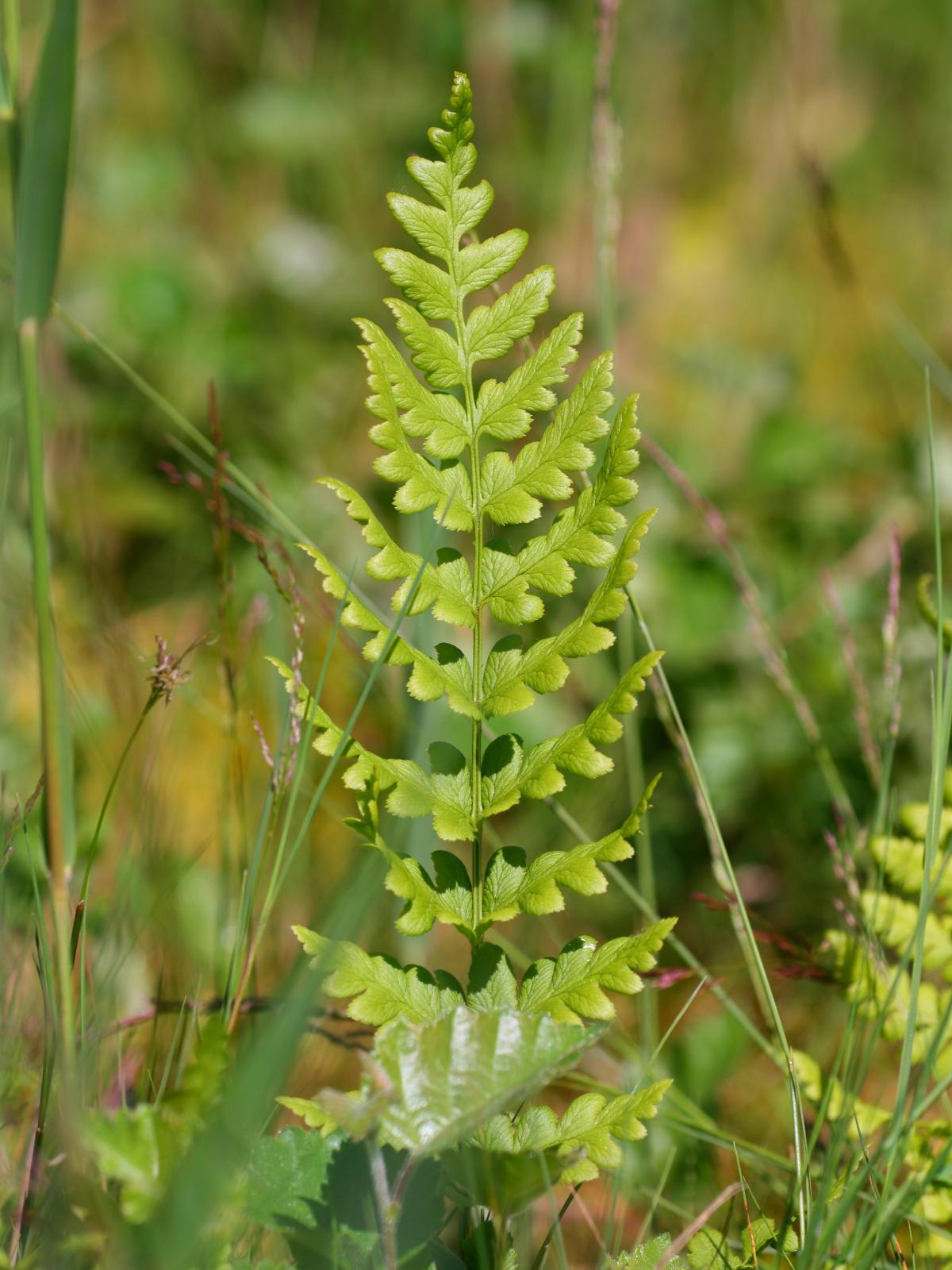
Kapraď hřebenitá

## Fauna

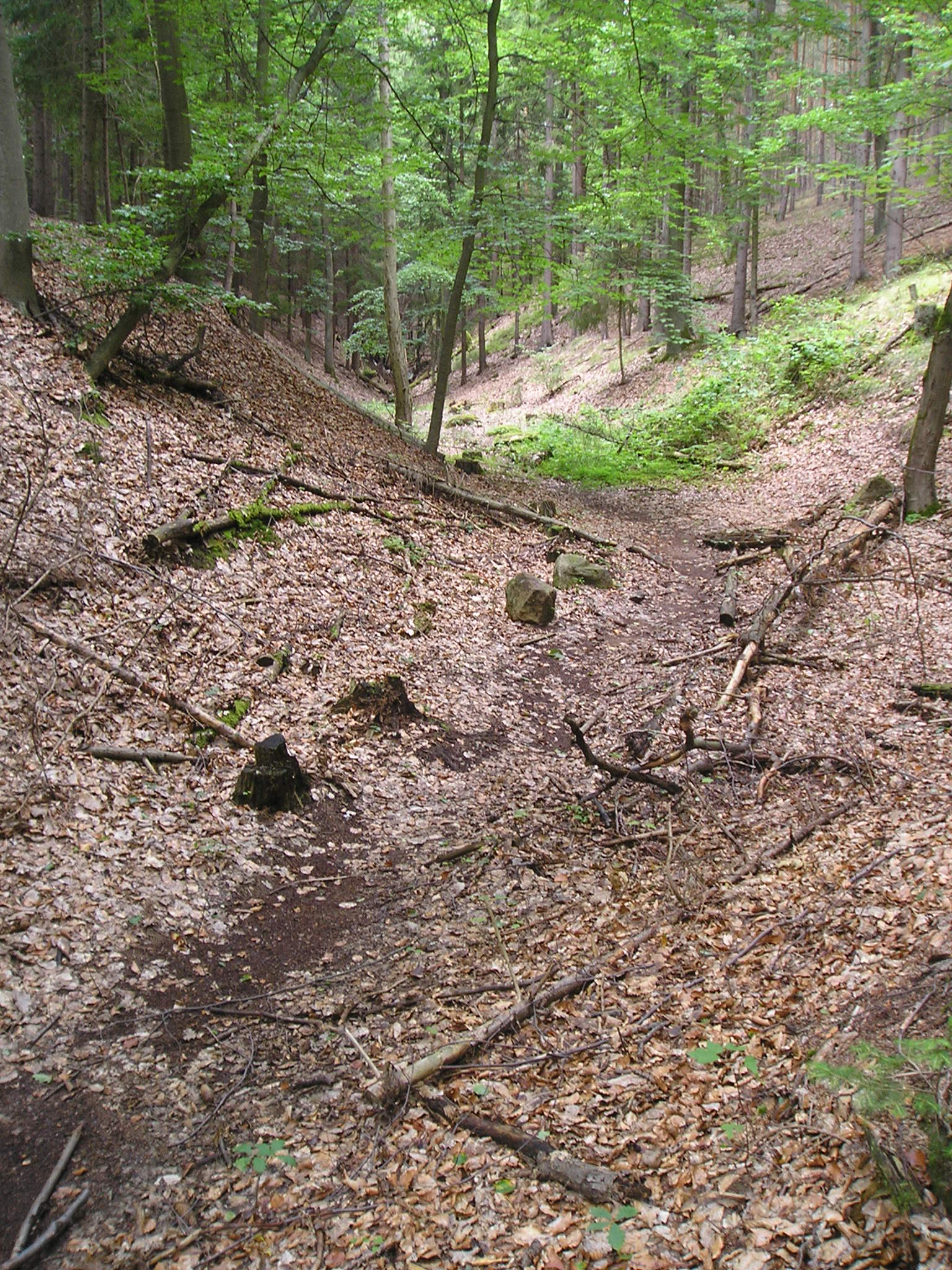
Přírodní rezervace Petrovka

Místní fauna je zastoupena především běžnými druhy borových lesů. Mezi nejdůležitější obyvatele Petrovky patří čmelák (Bombus), ještěrka obecná (Lacerta agilis), káně lesní (Buteo buteo), poštolka obecná (Falco tinnunculus), datel černý (Dryocopus martius), strakapoud velký (Dendrocopos major), jiřička obecná (Delichon urbicum), konipas bílý (Motacilla alba), sedmihlásek hajní (Hippolais icterina), pěnice hnědokřídlá (Sylvia communis), červenka obecná (Erithacus rubecula), drozd zpěvný (Turdus philomelos), sýkora modřinka (Cyanistes caeruleus), sýkora koňadra (Parus major), sýkora parukářka (Lophophanes cristatus), stehlík obecný (Carduelis carduelis) a ježek západní (Erinaceus europaeus). Oblast rezervace je také velmi bohatá na dvoukřídlý hmyz. Pozorovat lze například otakárka fenyklového (Papilio machaon), pestřenky (Spylomia diophthalma, Temnostoma vespiforme, Chalcosyrphus eunotus a Serycomyia silentis), bráněnky (Stratiomys patamida, Odontomyia argentata), roupce (Laphria gibbosa), kněžici červenonohou (Pinthaeus sanguinipes), krasce ohňového (Melanophila acuminata) či krasce (Chrysobsthris igniventris).